# Lidingö kyrkogård
| Lidingö kyrkogård, gamla delen (t.v.) och nya delen |  | Lidingö kyrkogård, gamla delen (t.v.) och nya delen |
| Lidingö kyrkogård, gamla delen (t.v.) och nya delen |  |                                                     |

Lidingö kyrkogård är en kyrkogård belägen i anslutning till Lidingö kyrka vid det inre av Kyrkviken på Lidingö.

## Beskrivning
Vid en vandring på kyrkogården ser man spåren av tidens gång. De gamla träden och 1700- till 1800-tals arkitekturen med gångar och häckar i räta rader ger en tydlig förankring i det förflutna. Kyrkogården liksom kyrkan ligger högt med utsikt över Kyrkvikens vatten som avgänsar kyrkogården mot norr. Vår modernare tid speglas av de långa svepande linjerna i landskapet, förstärkt av de olika kvarterens gravstenar. En av minneslundarna med anonym gravsättning togs i bruk 1974. Den andra, Vilokullen, som är unik för Lidingö kyrkogård och är en minneslund med mindre anonym karaktär, invigdes 1996. Dessa skilda områden på kyrkogården bildar tillsammans en värdefull kulturmiljö.
En gång per år anordnas guidad visning av kyrkogården. Guiderna visar olika gravområden och berättar om kända och okända Lidingöbor. Datum för detta annonseras i församlingens tidning Kyrkonytt och i Lidingö Tidning.

## Gravsatta personer (i urval)
- Bengt Ahlbom
- Hans Alfredson
- Örjan Blomquist
- Gustav Boestad
- Albert Bolle
- Gert Bonnier
- Joakim Bonnier
- Irja Browallius
- August Brunius
- Célie Brunius
- Göran Brunius
- Gustaf Dalén
- Tage Danielsson
- Siri Derkert
- Thore Ehrling
- Vidar Fahlander
- Gösta Folke
- Arvid Fredborg
- Sten Frykberg
- Anders Gernandt
- Bengt Grive
- Jarl Hjalmarson
- Karl-Arne Holmsten
- Ernst Idla
- Ernst-Hugo Järegård
- Pär Lagerkvist
- Bertil Malmberg
- Gustav Mosesson
- Einar Nerman
- Bertil Norström
- Lennart Nyblom ("Red-Top")
- Jan Olof Olsson
- Lars Orup
- Sven "Plex" Petersson
- Mimi Pollak
- Agneta Prytz
- Povel Ramel
- Ulla Sallert
- Birgitta Valberg
- Paul Petter Waldenström
- Stig Westerberg
- Harald Wieselgren
- Ria Wägner
- Johan August Zetterberg

## Bildgalleri, gravstenar (urval)

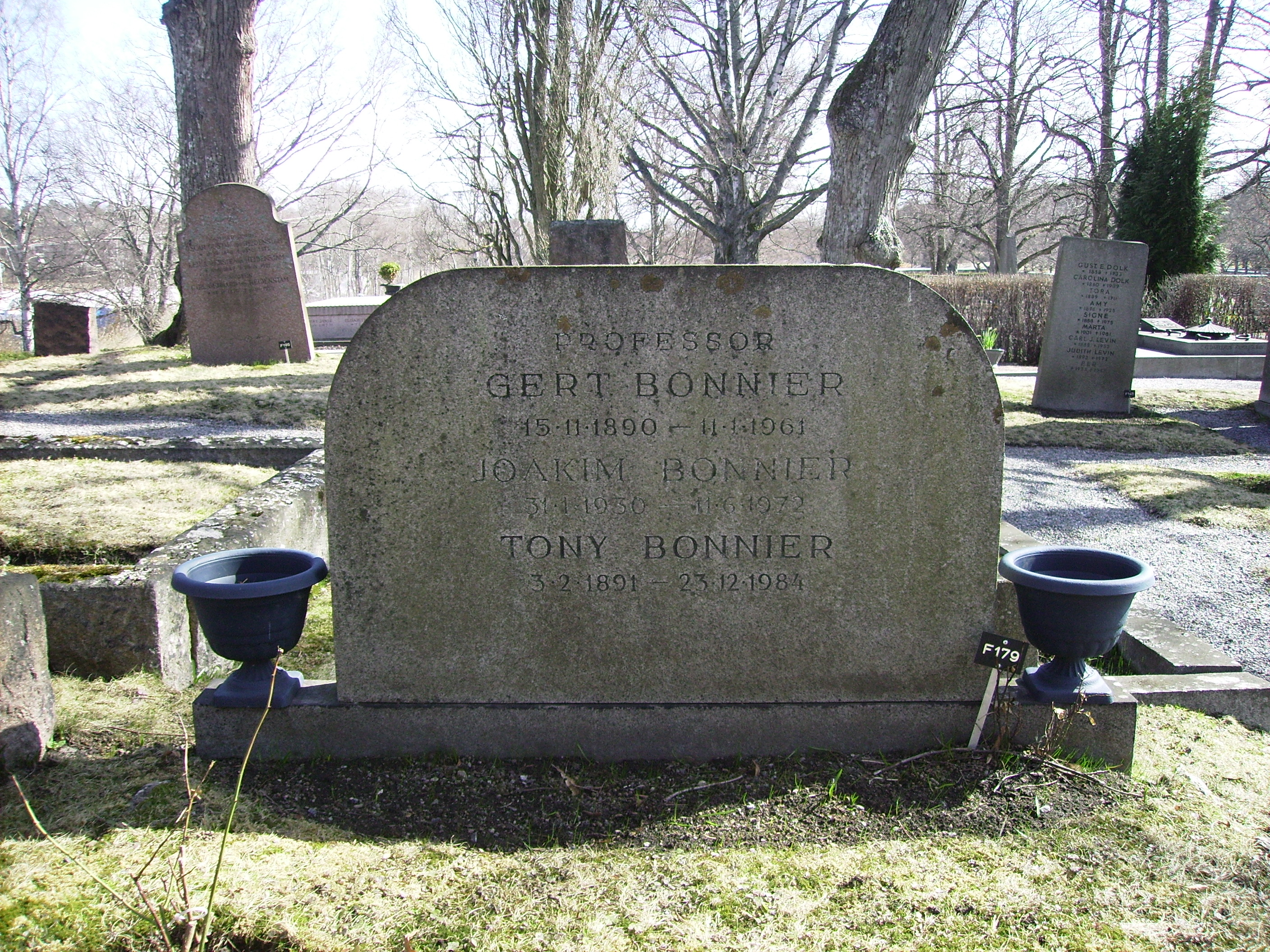
Gert Bonnier Joakim Bonnier
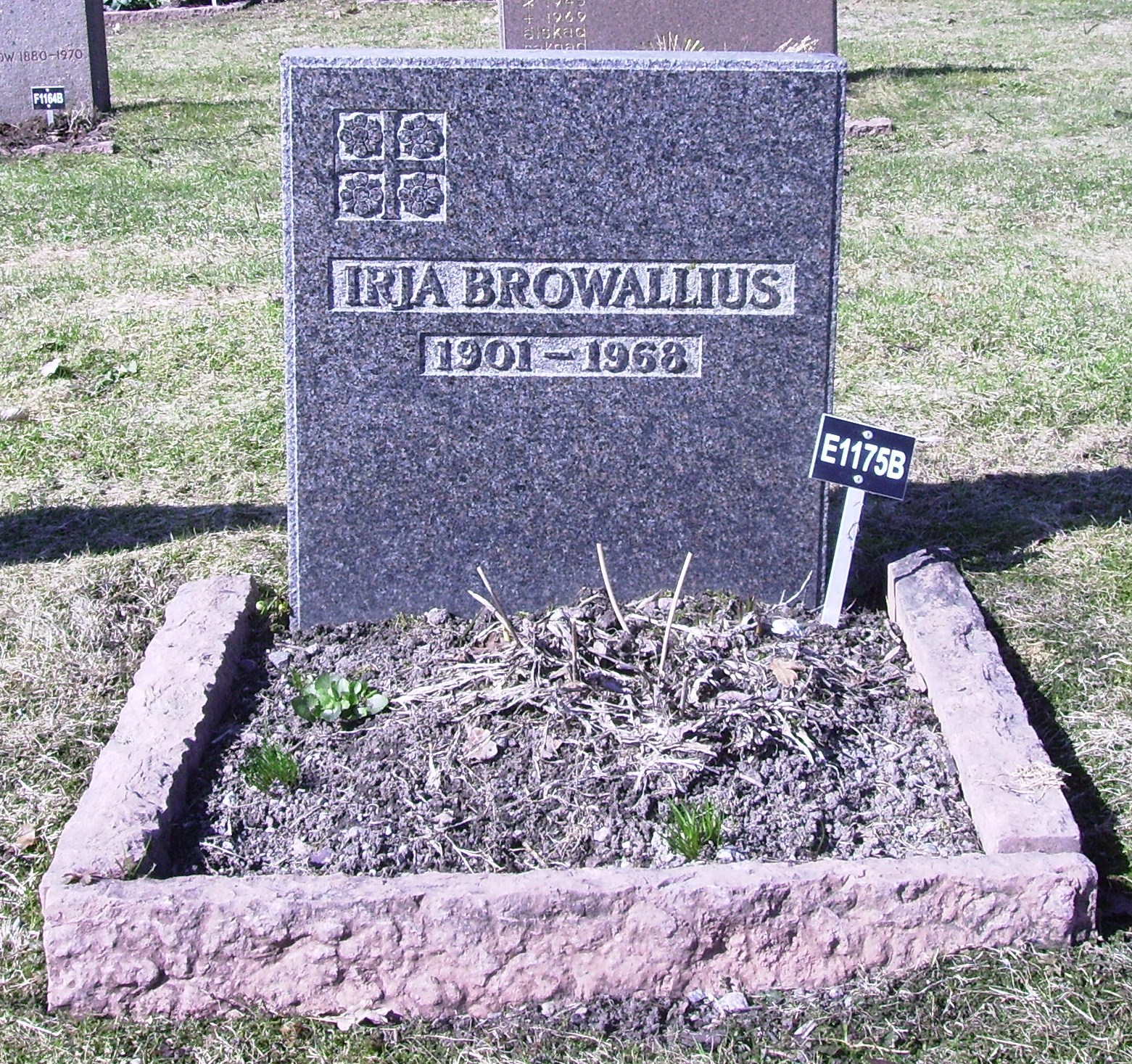
Irja Browallius
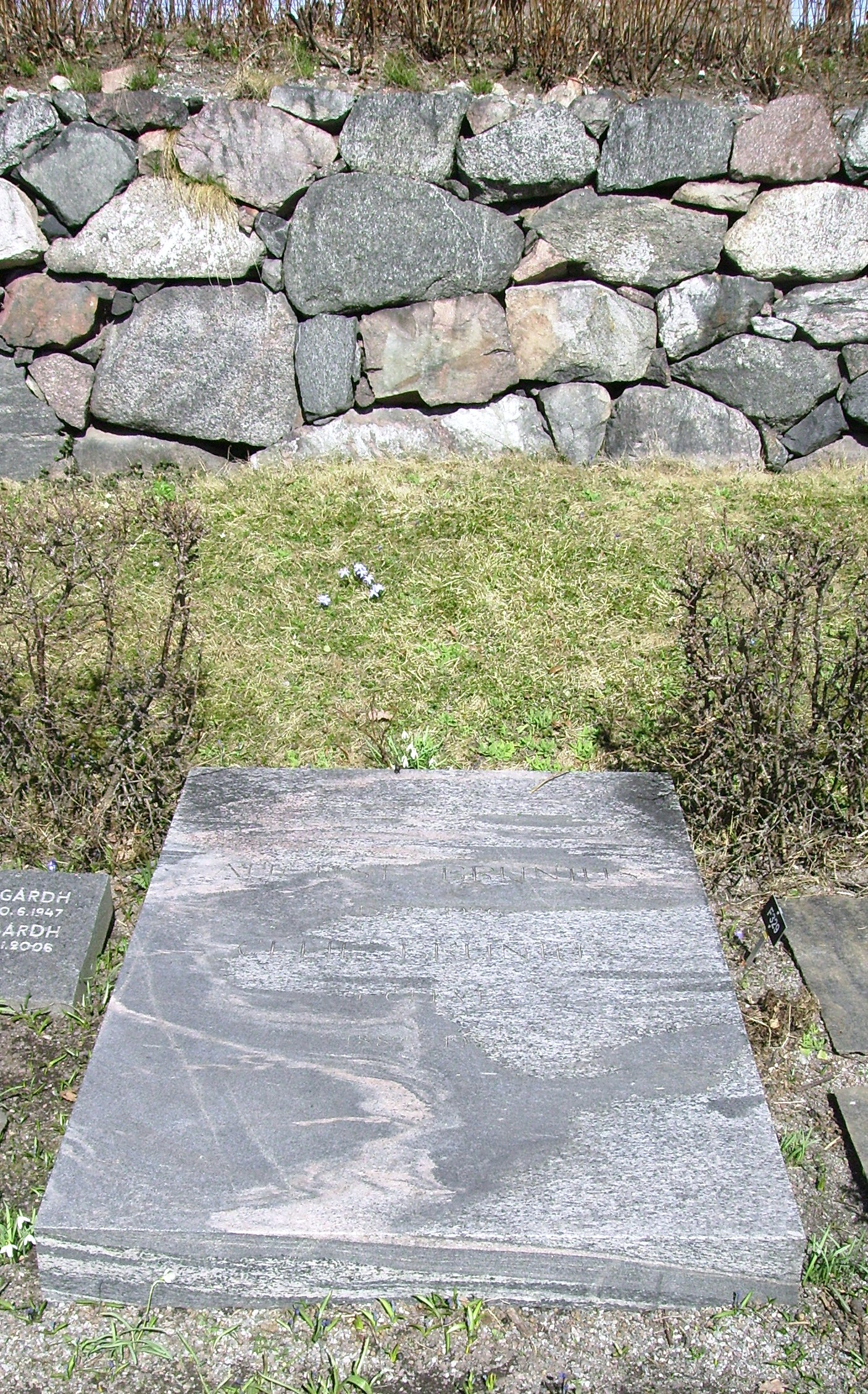
August Brunius Célie Brunius
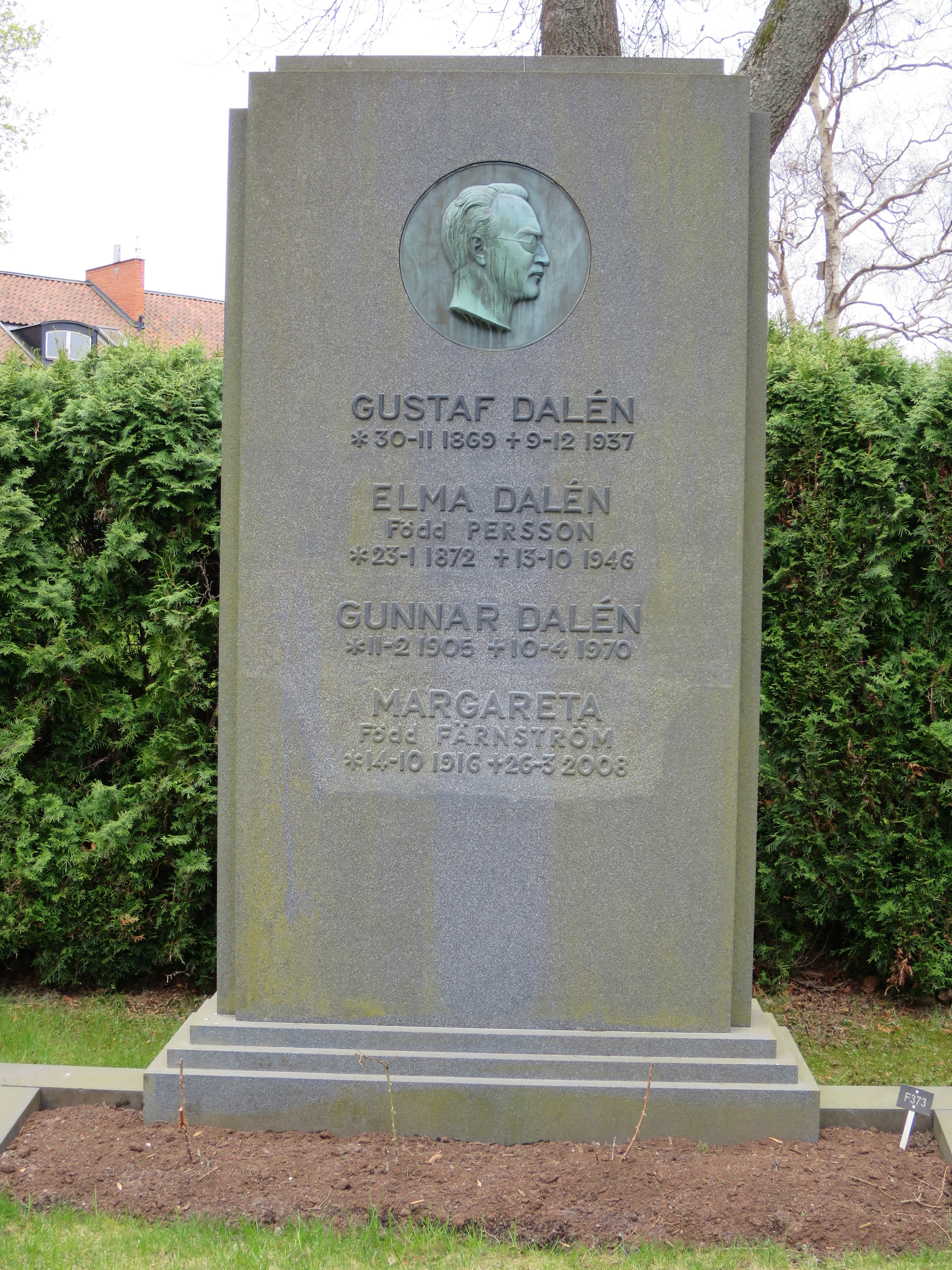
Gustaf Dalén
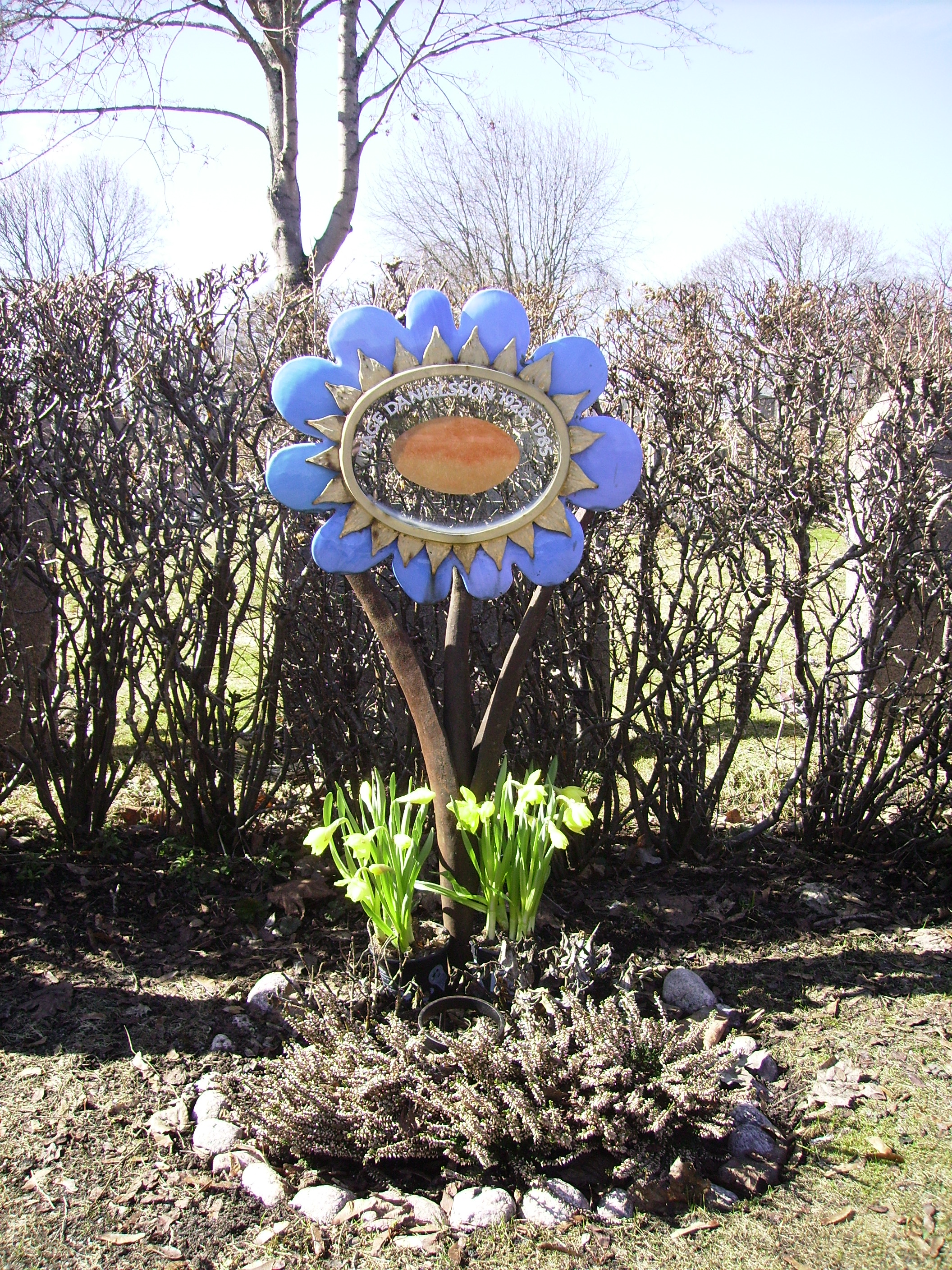
Tage Danielsson
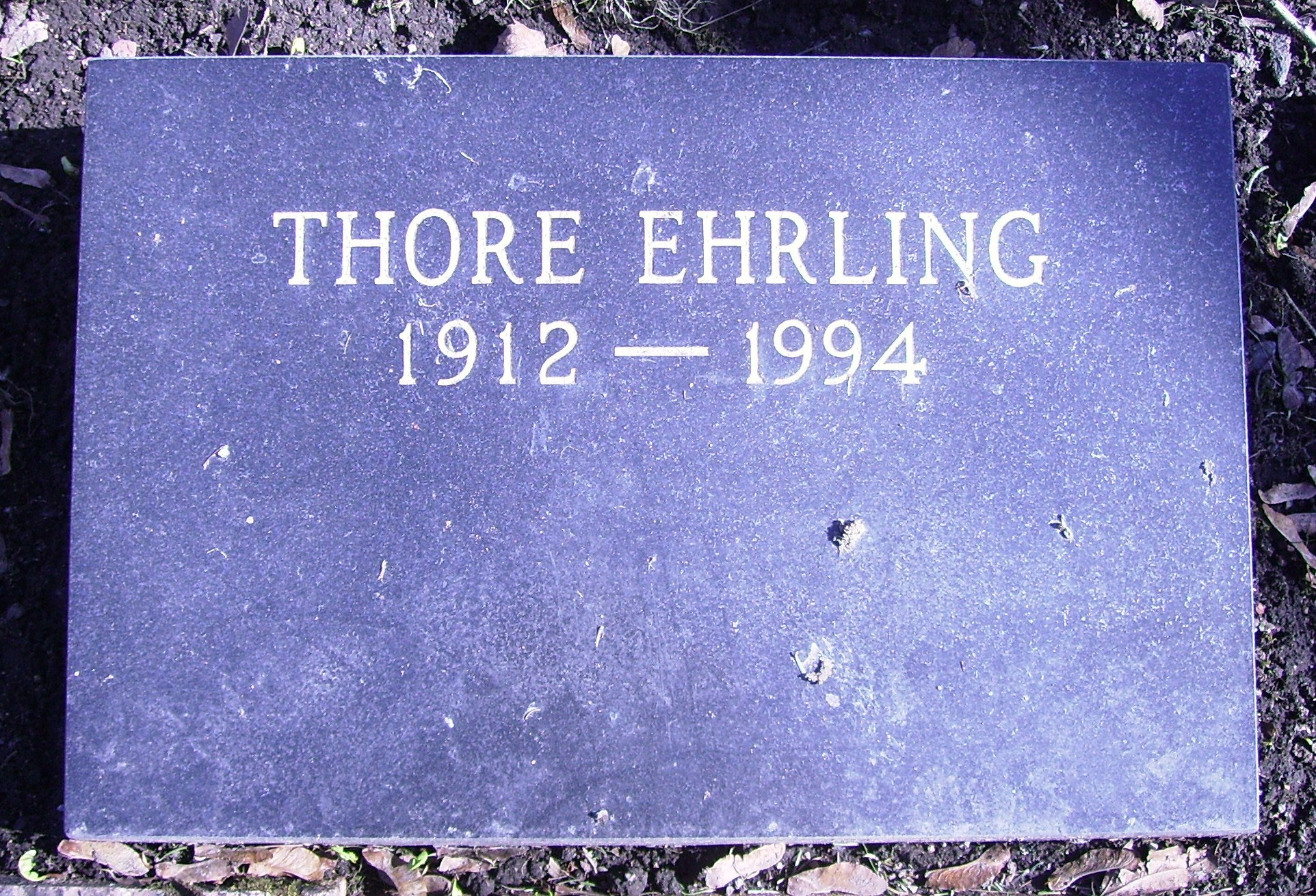
Thore Ehrling
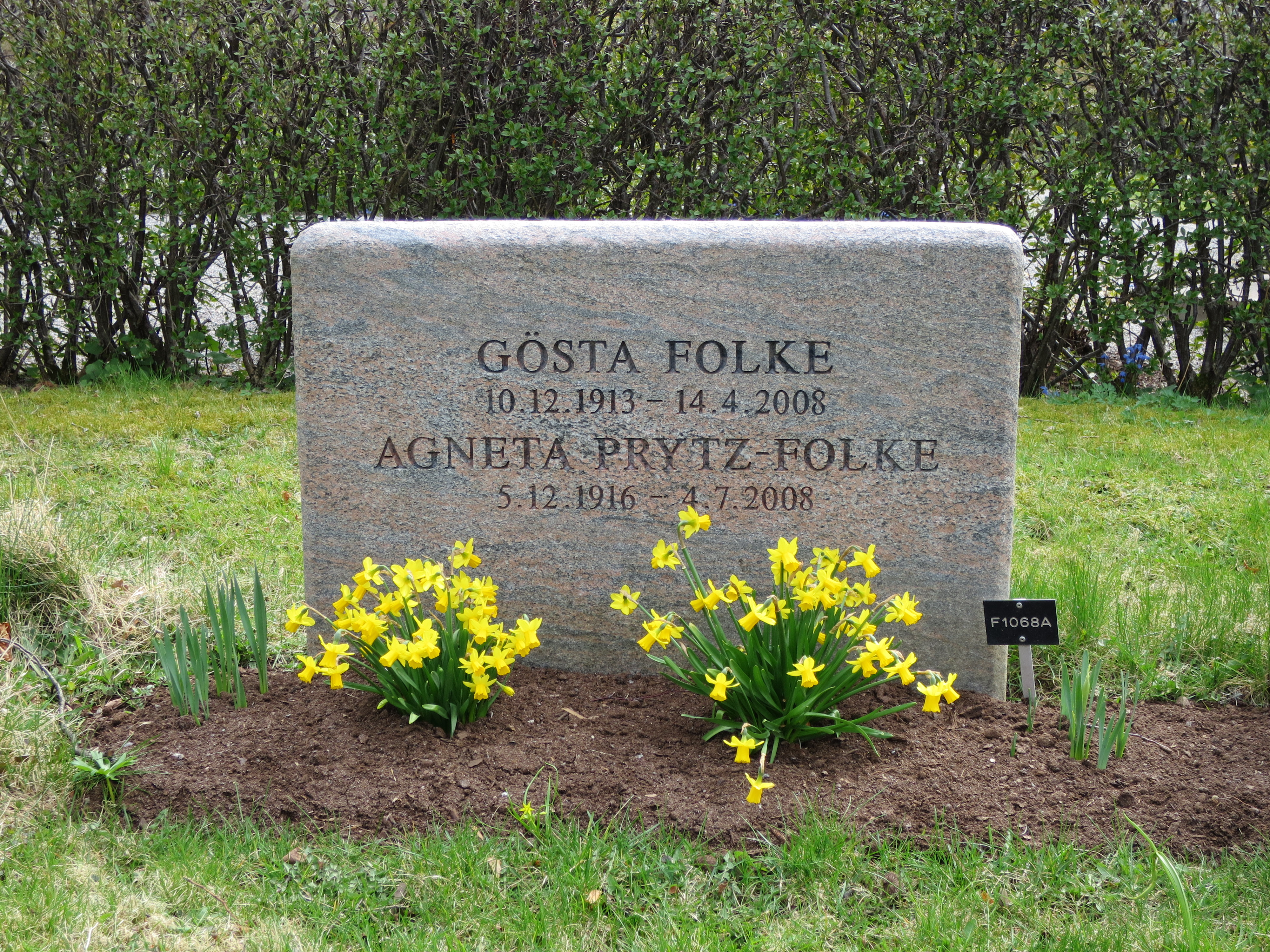
Gösta Folke Agneta Prytz
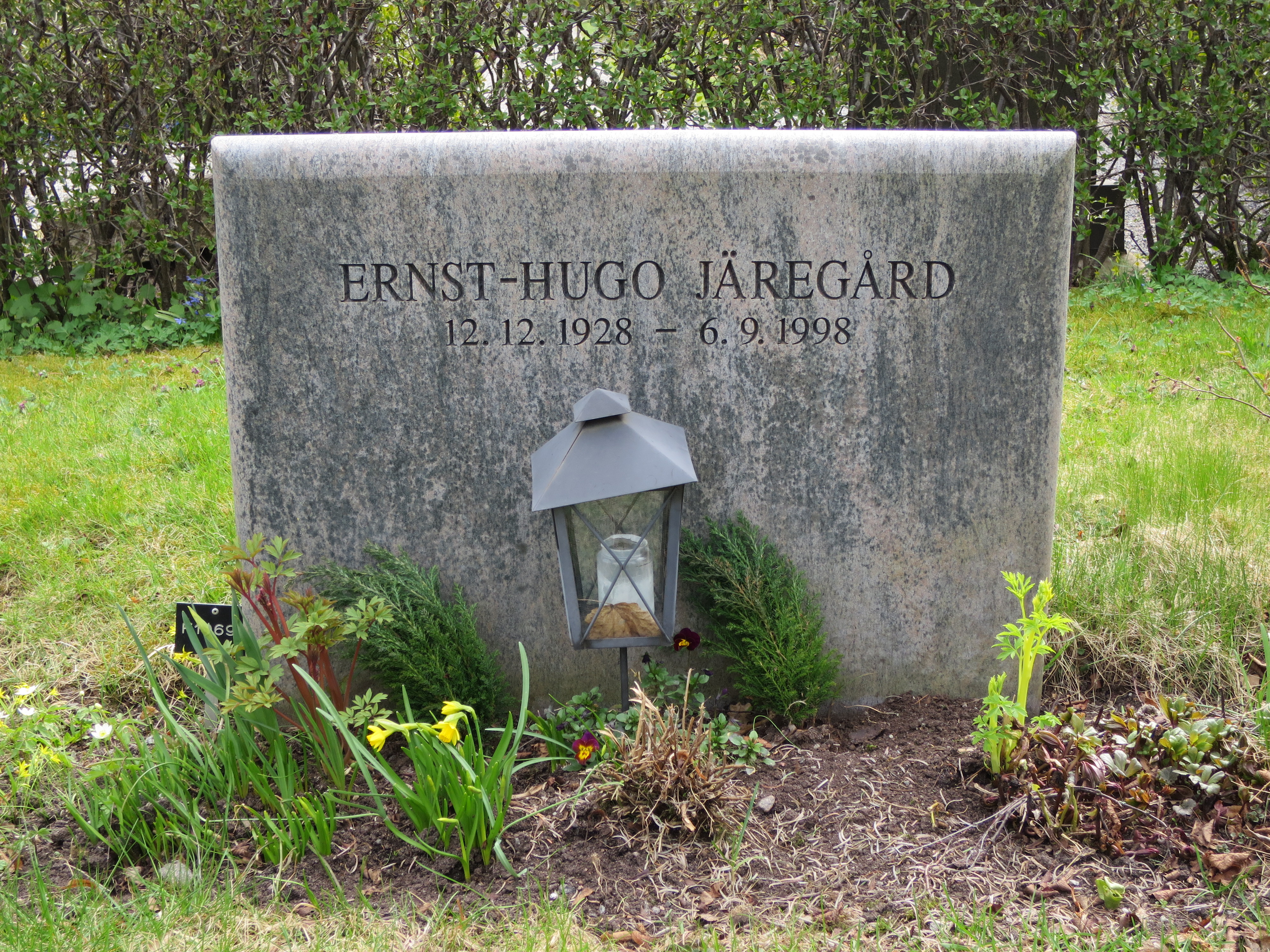
Ernst-Hugo Järegård
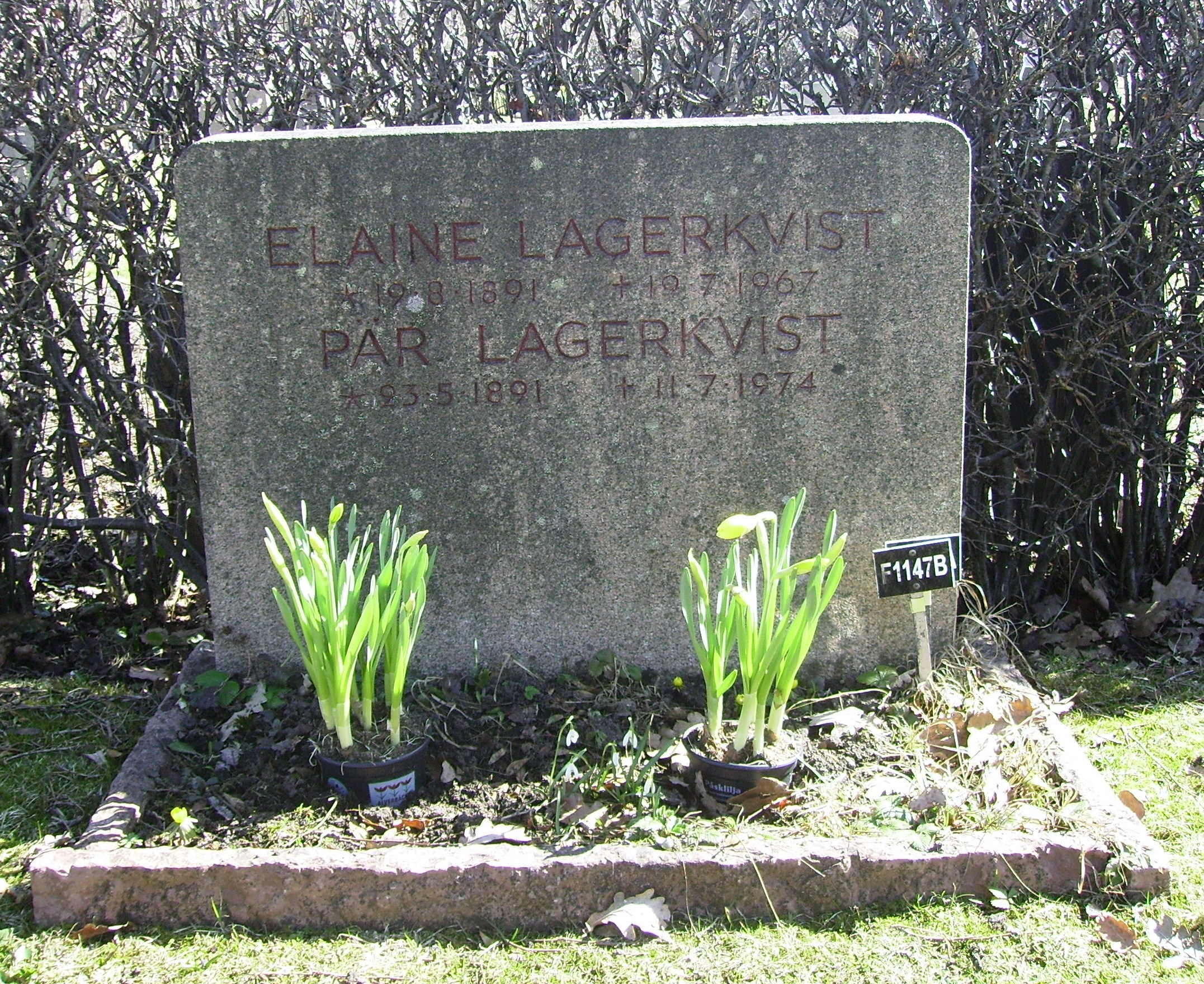
Pär Lagerkvist
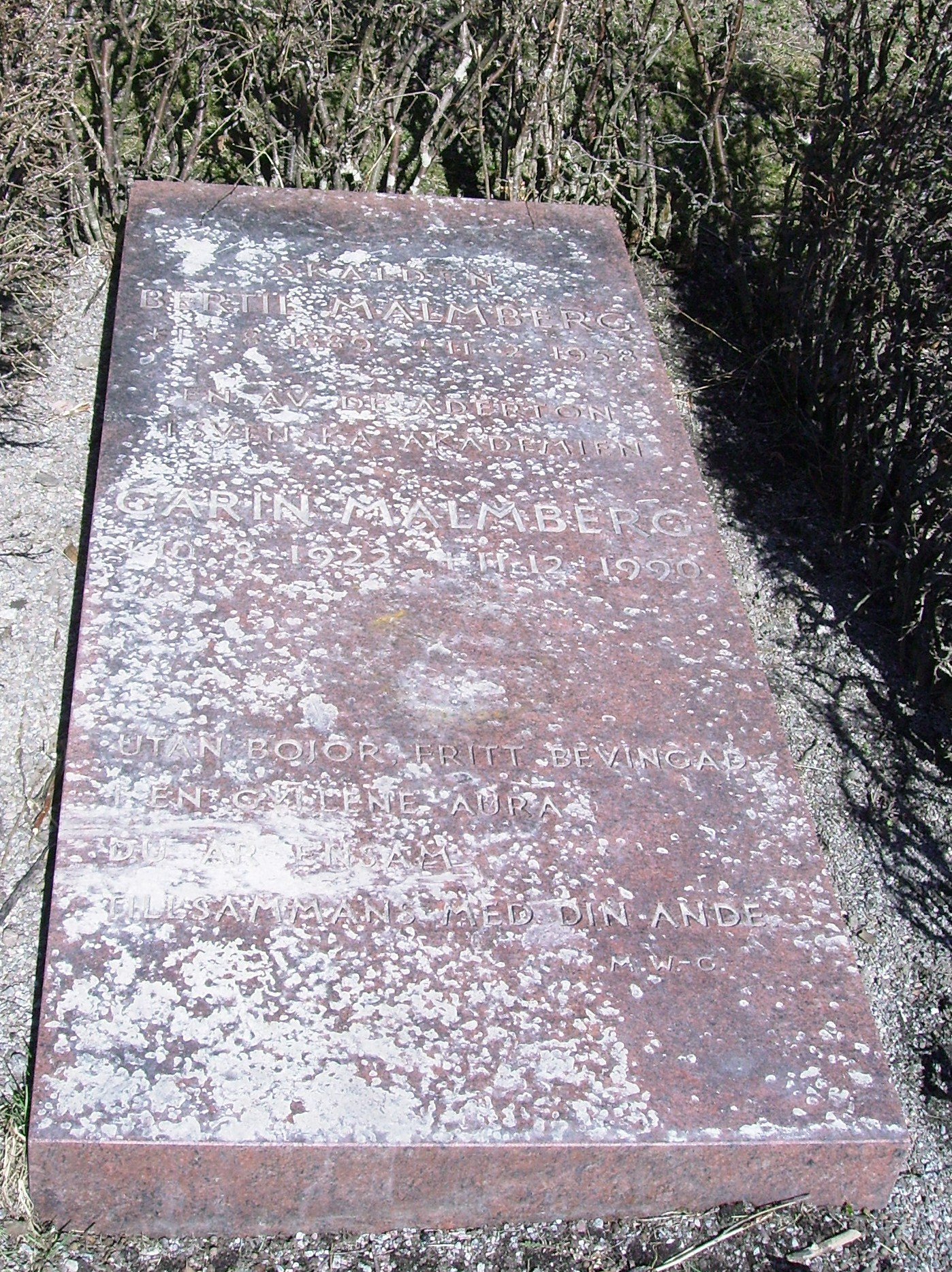
Bertil Malmberg
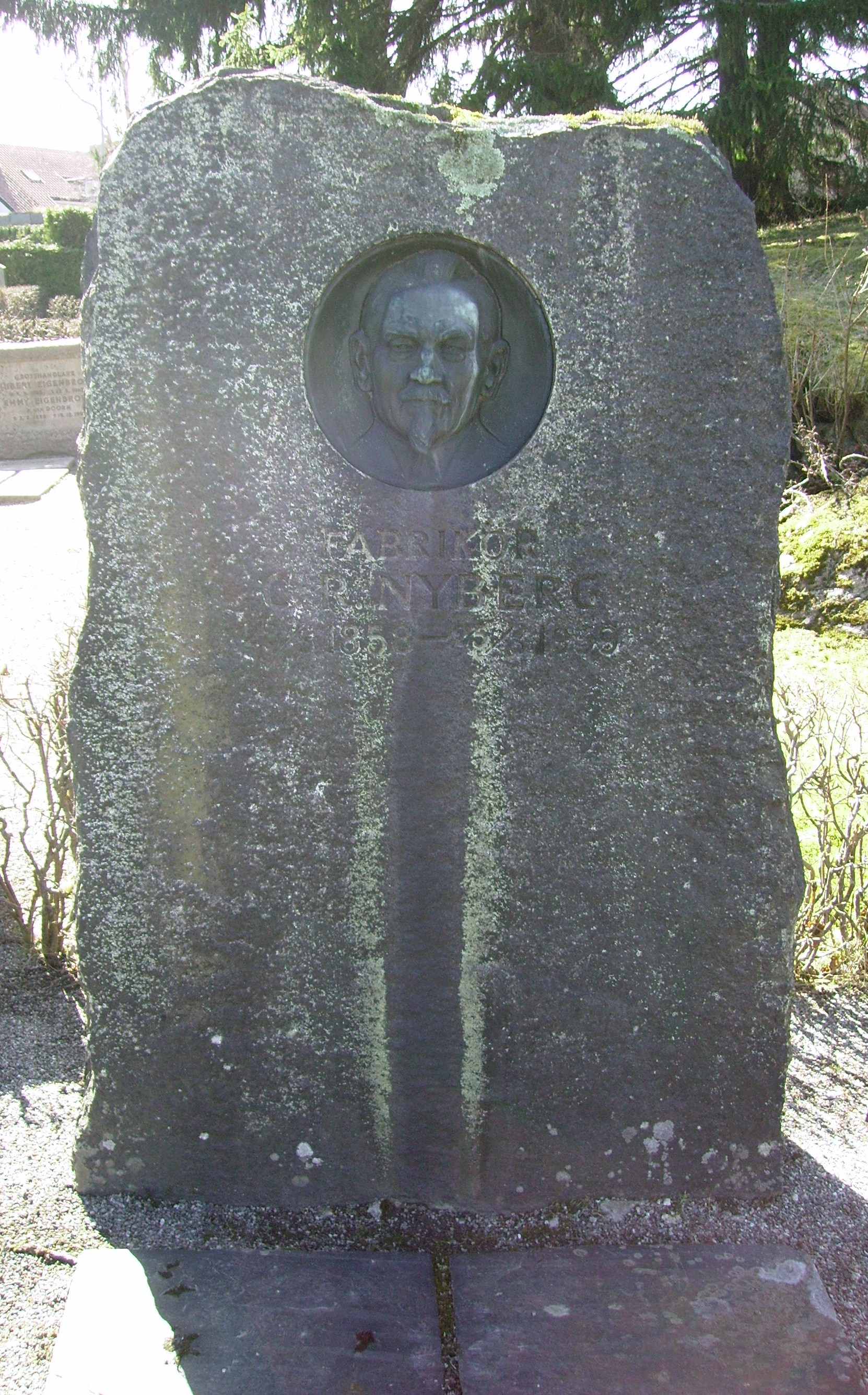
Carl Richard Nyberg
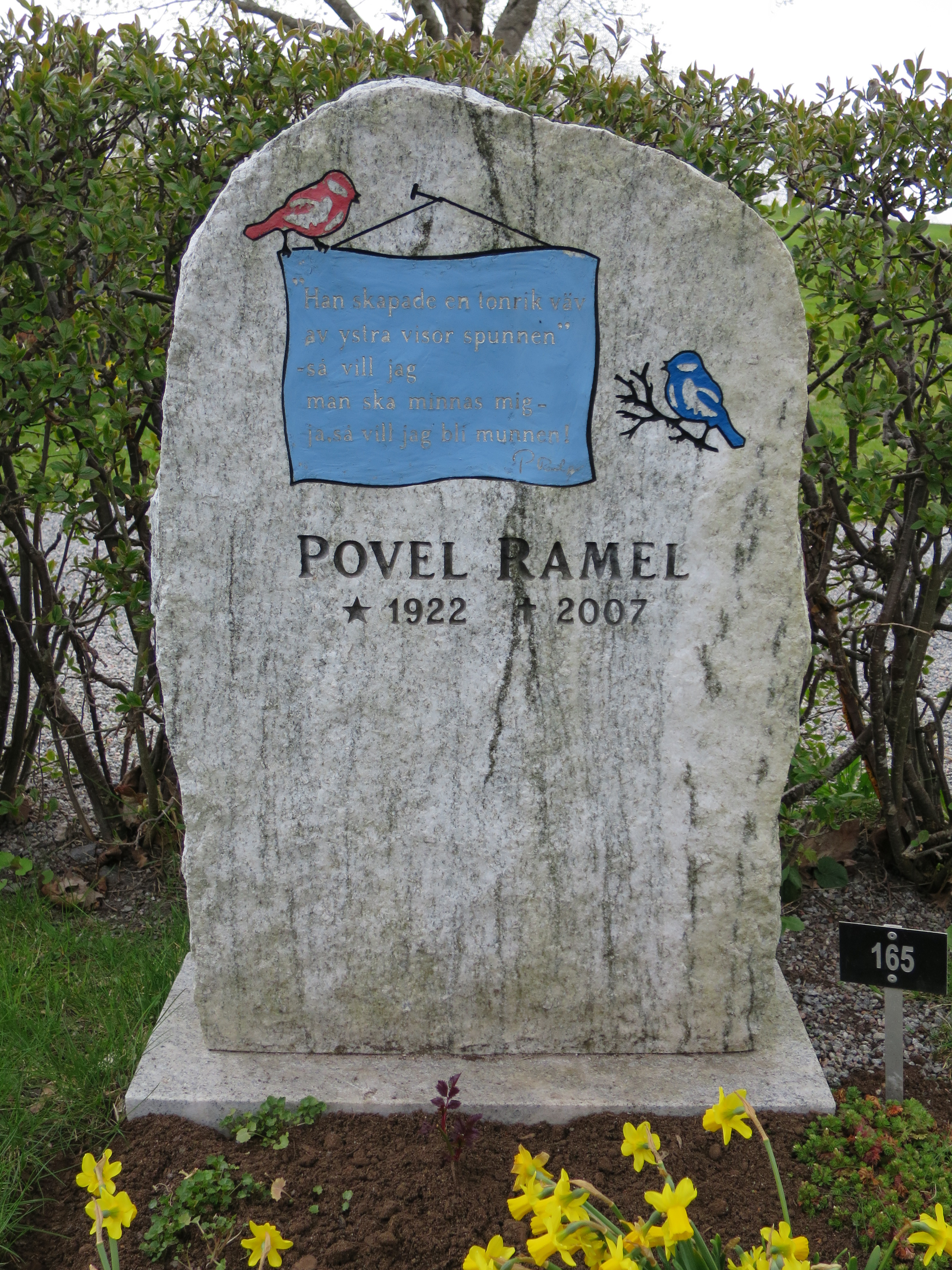
Povel Ramel
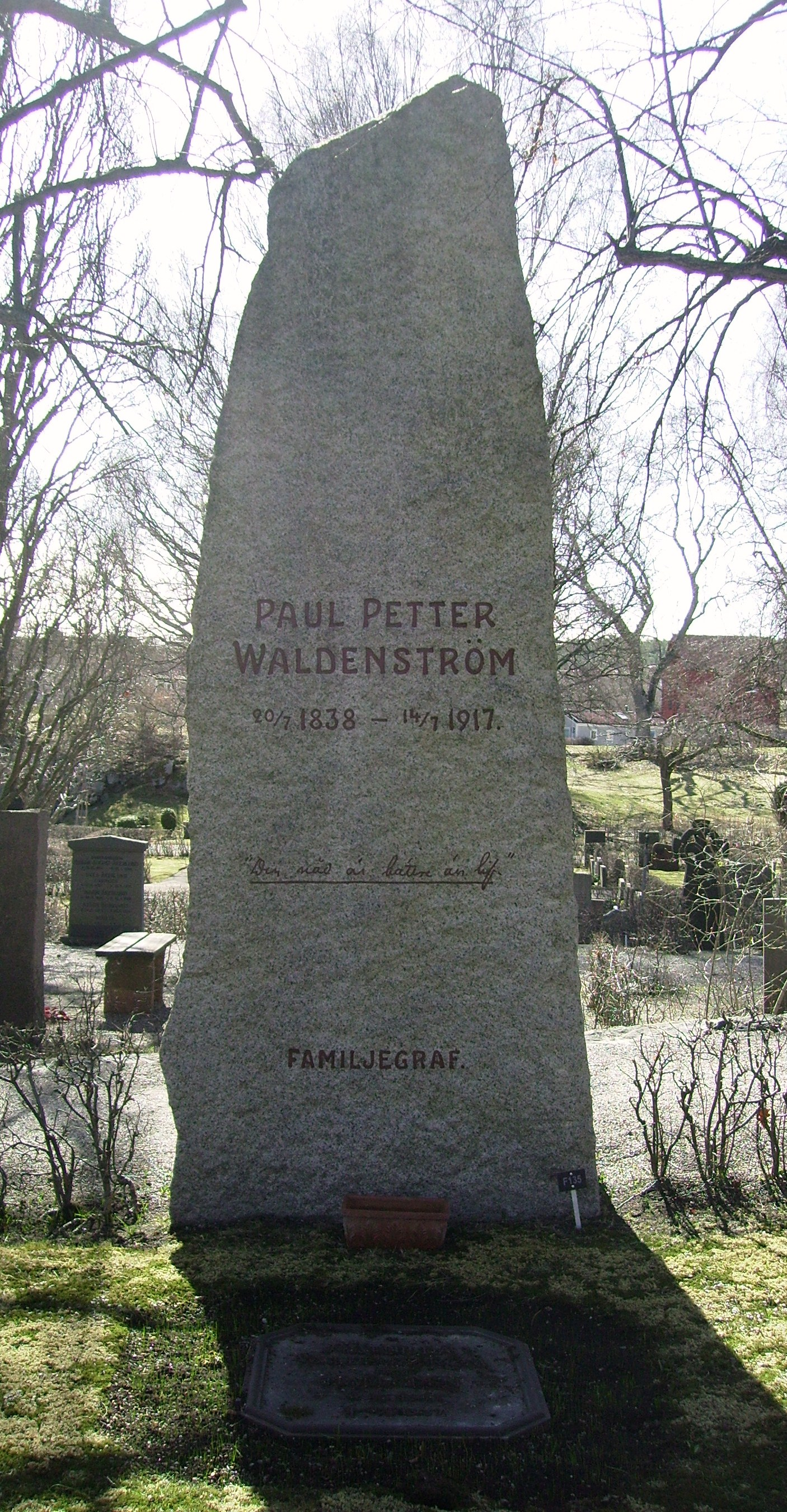
Paul Petter Waldenström
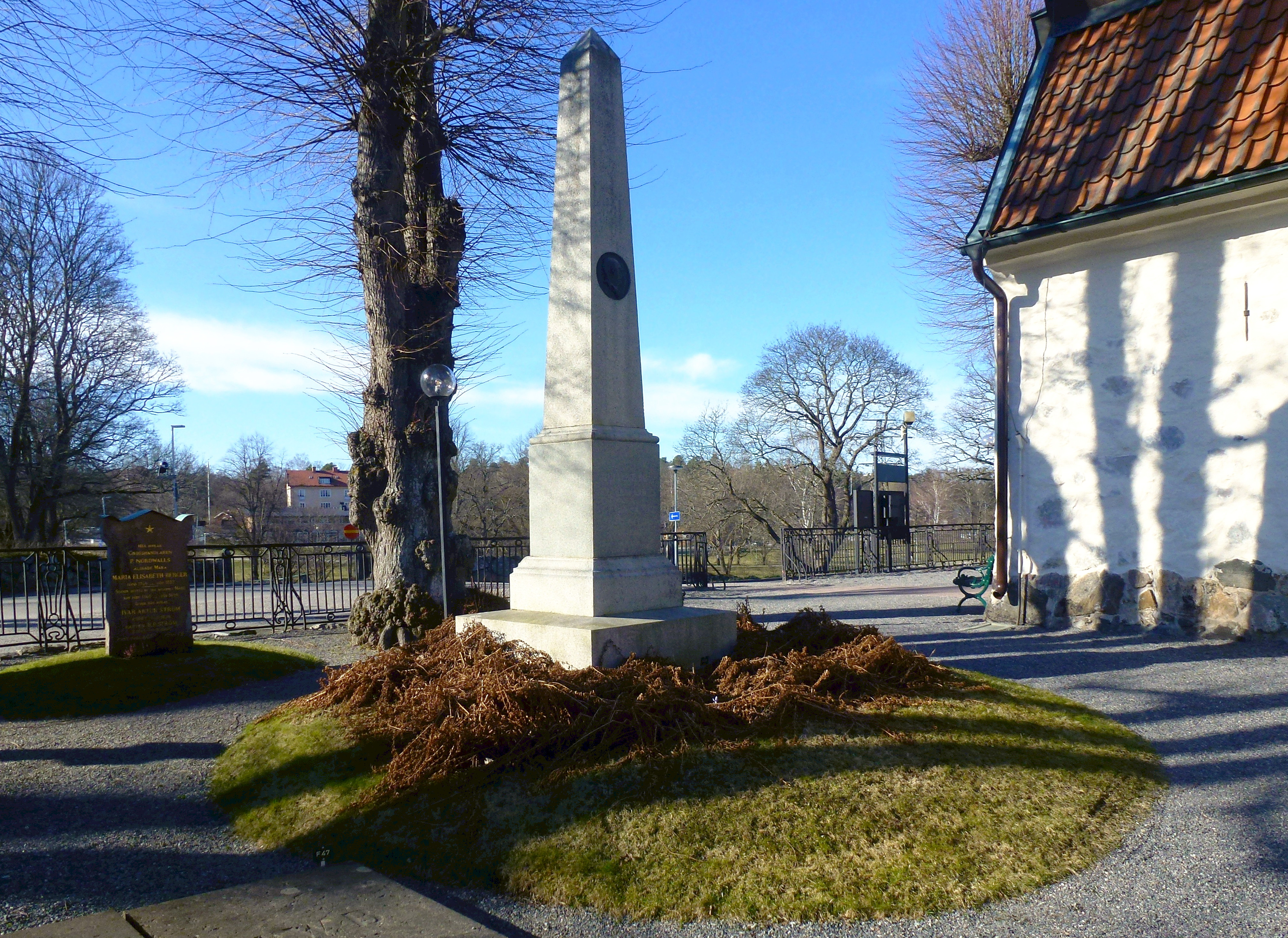
Johan August Zetterberg